# Morningside
Morningside és una població dels Estats Units a l'estat de Maryland. Segons el cens del 2000 tenia 1.295 habitants.

## Demografia
Segons el cens del 2000, Morningside tenia 1.295 habitants, 459 habitatges, i 335 famílies. La densitat de població era de 862,1 habitants per km².
Dels 459 habitatges en un 27,5% hi vivien nens de menys de 18 anys, en un 48,8% hi vivien parelles casades, en un 18,3% dones solteres, i en un 26,8% no eren unitats familiars. En el 20,7% dels habitatges hi vivien persones soles el 9,8% de les quals corresponia a persones de 65 anys o més que vivien soles. El nombre mitjà de persones vivint en cada habitatge era de 2,82 i el nombre mitjà de persones que vivien en cada família era de 3,27.
Per edats la població es repartia de la següent manera: un 24,9% tenia menys de 18 anys, un 7,3% entre 18 i 24, un 28% entre 25 i 44, un 27,6% de 45 a 60 i un 12,3% 65 anys o més.
L'edat mediana era de 39 anys. Per cada 100 dones de 18 o més anys hi havia 93,1 homes.
La renda mediana per habitatge era de 56.429 $ i la renda mediana per família de 61.364 $. Els homes tenien una renda mediana de 38.958 $ mentre que les dones 35.694 $. La renda per capita de la població era de 22.333 $. Entorn del 3,3% de les famílies i el 6,4% de la població estaven per davall del llindar de pobresa.

## Poblacions més properes
El següent diagrama mostra les poblacions més properes.